# آلن هیل (بازیکن فوتبال، زاده ۱۹۵۵)
آلن هیل (انگلیسی: Alan Hill؛ زادهٔ ۲۲ ژوئن ۱۹۵۵) بازیکن فوتبال اهل بریتانیا است.
از باشگاه‌هایی که در آن بازی کرده‌است می‌توان به رکسهام اشاره کرد.